# Интериоризација
Интериоризација је појам се односи на механизам присвајања културно-историјског искуства индивидуе којим се објашњава настанак виших менталних функција. Интериоризација је процес „уношења” спољашњих операција и социјалних односа у личност. Појединац у току развоја, присвајањем културних достигнућа, преноси на унутрашњи ментални план оно што је социјално. Тако интерпсихички односи постају интрапсихички процеси и акти.